# Guy Périllat
Guy Périllat (* 24. Februar 1940 in La Clusaz, Frankreich) ist ein ehemaliger französischer Skirennläufer. Er ist zweifacher Weltmeister und zweifacher Olympiamedaillengewinner.

## Biografie
Périllat feierte die größten Erfolge während der 1960er Jahre. Während der Olympischen Winterspiele 1960 in Squaw Valley wurde er in der nichtolympischen Alpinen Kombination Weltmeister. In der Abfahrt gewann er eine olympische Bronzemedaille.
An diese Leistungen konnte er zwei Jahre später bei den Alpinen Skiweltmeisterschaften anknüpfen, als er im Slalom hinter seinem Landsmann Charles Bozon Vizeweltmeister wurde. Bei den Alpinen Skiweltmeisterschaften 1966 in Portillo errang Périllat im Riesenslalom seinen zweiten Weltmeistertitel und wurde im Slalom Zweiter.
Zu Beginn des Jahres 1967 gewann Périllat zwei Slaloms im neu eingeführten Weltcup – den ersten in Megève und den zweiten bei den 3-Tre-Rennen in Madonna di Campiglio, wo er auch in den nicht zum Weltcup zählenden Wettbewerben Riesenslalom und Kombination siegte. Schließlich gewann er bei den Olympischen Winterspielen 1968 in Grenoble mit der Silbermedaille in der Abfahrt seine zweite olympische Medaille. Auf nationaler Ebene gewann er von 1962 bis 1967 acht französische Meistertitel. Périllat beendete nach der Saison 1968/69 seine aktive Karriere.
1961 wurde er von der Sportzeitung L’Équipe zu Frankreichs Sportler des Jahres („Champion des champions“) gewählt.

## Weltcupsiege
| Datum           | Ort                  | Land       | Disziplin |
| --------------- | -------------------- | ---------- | --------- |
| 29. Januar 1967 | Megève               | Frankreich | Slalom    |
| 5. Februar 1967 | Madonna di Campiglio | Italien    | Slalom    |